# Máy rung (đồ chơi tình dục)

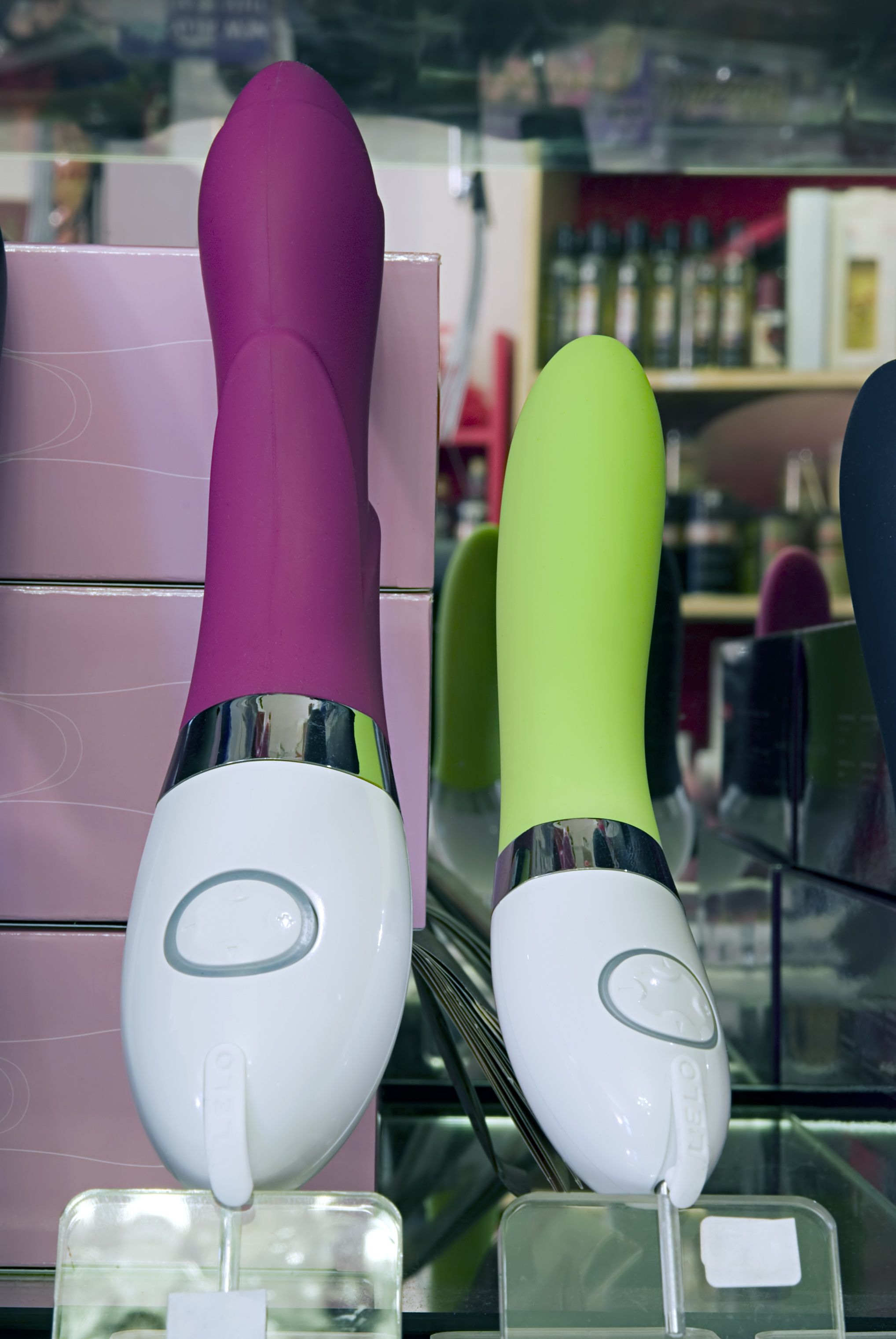
Hai máy rung trong một cửa hàng tình dục

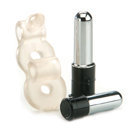
Máy rung cho cặp đôi: Chiếc nhẫn tình yêu

Máy rung, đôi khi được mô tả là máy mát xa, là một đồ chơi tình dục được sử dụng trên cơ thể để tạo ra sự kích thích tình dục thú vị. Chúng có thể được áp dụng cho các khu vực kích thích tình dục, chẳng hạn như âm vật, âm hộ hoặc âm đạo, dương vật, bìu hoặc hậu môn, để kích thích tình dục, để giải phóng sự thất vọng tình dục và để đạt được cực khoái. Máy rung có thể được các nhà trị liệu tình dục khuyên dùng cho những phụ nữ gặp khó khăn khi đạt cực khoái thông qua thủ dâm hoặc giao hợp.
Các cặp vợ chồng cũng có thể chọn sử dụng máy rung để tăng cường khoái cảm của một hoặc cả hai người. Có một thiết bị có chức năng như một máy rung nhỏ dành riêng cho các cặp vợ chồng sử dụng trong khi giao hợp.
Hầu hết các máy rung thời đại 2010 đều có một thiết bị chạy bằng điện, có khả năng rung hoặc đập. Có nhiều hình dạng và mô hình khác nhau của máy rung. Một số máy rung được thiết kế cho phụ nữ kích thích cả âm vật và âm đạo, trong khi một số khác được thiết kế cho các cặp vợ chồng để kích thích bộ phận sinh dục của cả hai người cùng lúc.

## Các loại

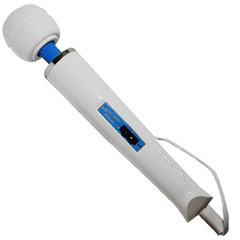
Hitachi Magic Wand

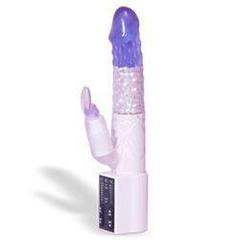
Máy rung Techno Rabbit

Máy rung uốn cong

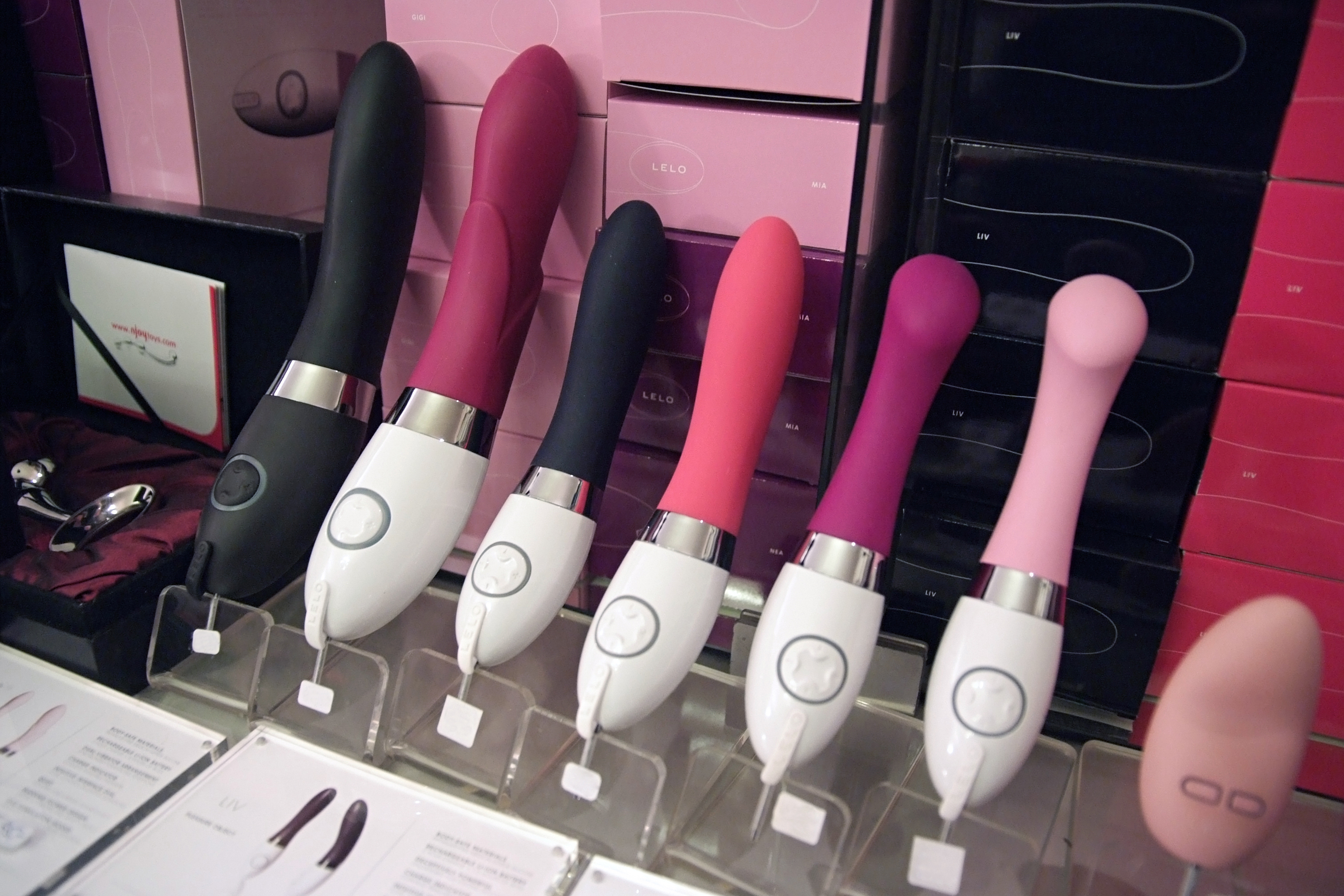
Máy rung các loại

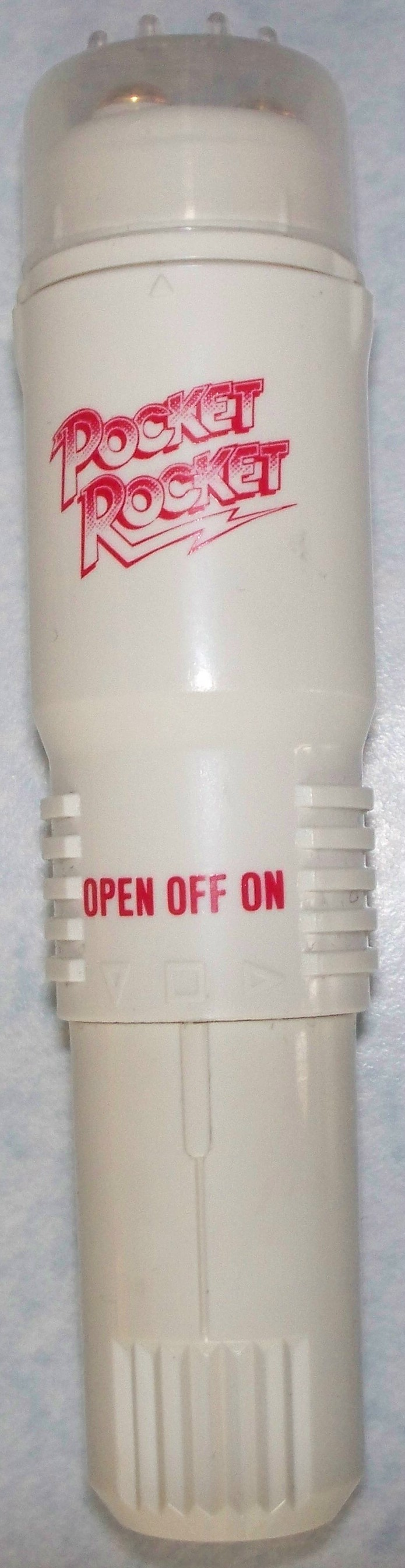
Máy rung loại 'tên lửa bỏ túi'

Máy rung rất thường tạo ra rung động bằng cách sử dụng trọng lượng lệch tâm được điều khiển bởi một động cơ điện thông thường, nhưng một số máy rung lại sử dụng cuộn dây điện từ. Một số máy rung được bán trên thị trường với cái tên "máy mát xa cơ thể" -mặc dù chúng vẫn có thể được sử dụng, giống như những thứ được bán dưới dạng đồ chơi tình dục dành cho người lớn, để tự kích thích chính mình. Một số máy rung chạy bằng pin trong khi một số khác có dây nguồn cắm vào ổ cắm trên tường. Ngoài ra còn có một máy rung sử dụng luồng không khí từ máy hút bụi để kích thích âm vật. Các phiên bản hiện đại của máy rung âm nhạc cũ đồng bộ hóa các rung động với âm nhạc từ máy nghe nhạc hoặc điện thoại di động. Một số máy rung thương hiệu cao cấp cũng được bao phủ hoàn toàn bằng silicon y tế mà không có bảng điều khiển hoặc đường nối tiếp xúc. Mặc dù việc vệ sinh đúng cách là cần thiết cho bất kỳ đồ chơi tình dục nào, nhưng có ít nơi để vi khuẩn phát triển sẽ làm giảm nguy cơ nhiễm trùng.
Trong khi một số công ty bán dương vật giả và máy rung lớn hơn đáng kể, hầu hết được bán trên thị trường để đặt âm đạo hoặc hậu môn có kích thước dao động xung quanh kích thước dương vật trung bình.
Có một loạt các máy rung nhưng hầu hết trong số chúng thuộc vài loại lớn sau đây:
- Máy rung âm vật: máy rung mạnh [5][6] kích thích âm vật bên ngoài. Một loại máy rung kép cung cấp sự kích thích cho cả âm vật và điểm G. Chúng thường được chạy bằng pin và một số trong số chúng có thể được sử dụng dưới nước. Loại máy rung âm vật phổ biến nhất là nhỏ, hình trứng và được gắn vào một bộ pin đa tốc độ bằng một sợi dây dài. Biến thể bao gồm máy rung có hình dạng như những viên đạn, động vật, hình thái công thái học, tên lửa thu nhỏ và lưỡi người lớn. Với bất kỳ thiết kế nào, chức năng chính của máy rung âm vật là rung ở các tốc độ và cường độ khác nhau. Một số máy rung âm vật có thể được đưa vào âm đạo. Chúng thường có một cánh tay nhỏ gần đế của máy rung, tạo ra đồng thời sự kích thích vào âm vật và âm đạo.
- Hình dạng dương vật giả: những máy rung này có hình dạng và kích cỡ gần giống dương vật, và có thể được làm bằng nhựa, silicon, cao su, nhựa vinyl, hoặc latex. Dương vật giả rung có thể được sử dụng một mình hoặc do một người làm cho người kia. Chúng có thể được sử dụng để thâm nhập âm đạo và hậu môn, cũng như cho tình dục bằng miệng.[7] Máy rung dương vật giả có kích thước, màu sắc và kết cấu khác nhau, và chúng có thể dùng cả hai đầu, do đó kích thích cả hậu môn và âm đạo có thể được thực hiện cùng một lúc.
- Máy rung hình trứng hoặc viên đạn: máy rung hình quả trứng hoặc viên đạn để kích thích âm vật hoặc dương vật và đặt vào âm đạo hoặc hậu môn. Các biến thể có dây và không dây đều rất phổ biến.
- Máy rung không thấm nước: những thứ này có thể được sử dụng khi ướt, chẳng hạn như khi tắm. Mặc dù được quảng cáo trên thị trường là không thấm nước, hầu hết các máy rung này không nên để bị ngập nước. Những máy rung được thiết kế để sử dụng dưới nước có thể được sử dụng trong bể bơi, bồn tắm hoặc vòi hoa sen, hoặc bất kỳ nơi ẩm ướt nào khác. Những máy rung này được khuyến nghị sử dụng với chất bôi trơn tương thích với nước, chẳng hạn như chất bôi trơn gốc silicone.
- Máy rung thỏ, với 2 mũi nhọn để kích thích đồng thời cả âm đạo và âm vật. Nó được giới thiệu trên Sex and the City vào cuối những năm 90.[8] Máy rung thỏ thực sự bao gồm hai máy rung có kích cỡ khác nhau. Một máy rung có hình dạng giống như dương vật được dự định sẽ được đưa vào âm đạo để kích thích âm đạo, trong khi một máy kích thích âm vật nhỏ hơn được đặt hướng về phía trước vào máy rung chính. Máy rung thỏ được đặt tên theo hình dạng của chất kích thích âm vật, giống như một đôi tai thỏ. Chúng thường được làm bằng cao su, gelatin, silicone hoặc latex và chúng có rất nhiều màu sắc, kích cỡ và kiểu dáng.
- Máy rung điểm G: Tương tự như máy rung truyền thống nhưng có hình cong và thường có một lớp phủ mềm như thạch. Đường cong được thiết kế để kích thích điểm G hoặc tuyến tiền liệt. Loại máy rung này được làm bằng các vật liệu như silicone hoặc acrylic. Nó có thể được sử dụng có hoặc không có rung động. Chúng được khuyến cáo sử dụng với một lượng chất bôi trơn đáng kể, đặc biệt là khi xâm nhập hậu môn.
- Máy rung có thể uốn cong: chúng uốn cong ở các mức độ khác nhau để thích ứng với hình dạng cơ thể, và được sử dụng để tìm và kích thích các vùng gợi dục khó tiếp cận. Có thể được định hình để hoạt động như nhiều loại máy rung như điểm G, hậu môn, dương vật, kích thích kép, v.v.
- Máy rung lập trình được và điều khiển từ xa: chúng có thể được đeo trong người hoặc áp sát bộ phận sinh dục và có thể được lập trình trước hoặc điều khiển từ xa. Ví dụ: "Little Rooster" là một bộ đếm thời gian nhằm đánh thức người dùng bằng cách rung nhẹ lúc đầu và sau đó với cường độ tăng dần.[9] Các máy rung khác đi kèm với một điều khiển từ xa cầm tay, có sẵn với dạng có dây và không dây, có thể được sử dụng để điều chỉnh tốc độ và cường độ.
- Máy rung tên lửa bỏ túi: chúng có hình dạng như một hình trụ, với một đầu của nó có một số chỗ phồng rung. Nó dùng để để kích thích âm vật hoặc núm vú, không dùng để chèn vào âm đạo. Một tên lửa bỏ túi là một máy rung mini thường dài khoảng năm inch và giống như một chiếc đèn pin cỡ nhỏ. Chúng được mô tả là đồ chơi tình dục kín đáo có thể được mang theo trong ví hoặc cặp, nhưng không phải là một trong những máy rung im lặng nhất. Nhiều người dùng cho rằng nó phát ra tiếng động khá ồn ào. Do kích thước nhỏ, nó chạy bằng một pin duy nhất và thường chỉ có một tốc độ.
- Máy rung "bí mật": Máy rung có hình dạng kín đáo như những vật dụng hàng ngày, như ống son môi, điện thoại di động hoặc các tác phẩm nghệ thuật. Thỉnh thoảng một số phụ nữ sử dụng điện thoại di động thực tế với chức năng làm máy rung. Các loại máy rung này được làm từ một loạt các vật liệu, hình dạng và màu sắc. Các máy rung bí mật thường tương đối đủ nhỏ và hầu hết thời gian chúng chỉ có một tốc độ và được cung cấp bởi một pin duy nhất. Chúng có xu hướng sao chép một hình dạng và thiết kế chính xác của đối tượng mà chúng bắt chước.
- Máy rung hậu môn: chúng được thiết kế để sử dụng qua đường hậu môn và có đế loe hoặc tay cầm dài để kẹp, để ngăn chúng trượt vào bên trong và bị kẹt trong trực tràng. Máy rung hậu môn có nhiều hình dạng khác nhau nhưng chúng thường là phích cắm vào mông hoặc máy rung giống như dương vật. Chúng được khuyến cáo sử dụng với một lượng chất bôi trơn đáng kể và được đưa vào một cách nhẹ nhàng và cẩn thận để ngăn ngừa bất kỳ xây xước tiềm ẩn nào đối với niêm mạc trực tràng.
- Máy rung âm vật: Máy rung đeo quanh chân và thắt lưng để kích thích âm vật rảnh tay khi giao hợp. Nó có ba biến thể: truyền thống, điều khiển từ xa và với các chất kích thích hậu môn hoặc âm đạo. Chúng được làm bằng silicone, nhựa và latex, hoặc thạch.
- Vòng đeo dương vật rung: Máy rung (thường không dây) được chèn vào hoặc gắn vào vòng đeo dương vật, thường để kích thích âm vật. Đây thực sự là một phần của "vòng đeo" được gắn vào dương vật để tăng cường kích thích âm vật khi quan hệ tình dục.
- Máy rung khu vực kép: Những máy rung này được thiết kế để kích thích hai vùng kích dục đồng thời hoặc độc lập. Chúng có dạng kích thích âm vật và kích thích âm đạo. Đối với nam giới, có máy rung kích thích tuyến tiền liệt và đáy chậu cùng một lúc.
- Máy rung ba vùng: Những máy rung này được thiết kế để kích thích ba vùng kích dục đồng thời hoặc độc lập. Chúng cung cấp sự kích thích cho âm đạo, âm vật và vùng hậu môn, ở phụ nữ. Các thiết kế dành cho nam giới kích thích hậu môn, đáy chậu và bìu dái.
- Máy rung đa năng: những máy này cho phép người dùng tùy chỉnh tốc độ rung hoặc chuyển động xoa bóp của máy rung. Tùy thuộc vào loại máy rung cụ thể, việc thay đổi tốc độ được thực hiện bằng cách chỉ cần nhấn nút một số lần nhất định, cho phép người dùng thay đổi tốc độ nhiều lần trong quá trình sử dụng.
- Máy rung thông minh: sử dụng kết nối Bluetooth để cho phép điều khiển từ xa qua internet, rung đồng bộ với nội dung đa phương tiện, rung có thể lập trình và tương tự thông qua các ứng dụng di động.